# گائو جون
گائو جون (انگلیسی: Gao Jun؛ زادهٔ ۲۵ ژانویهٔ ۱۹۶۹) یک بازیکن تنیس روی میز اهل ایالات متحده آمریکا است.
وی در مسابقات کشوری و بین‌المللی در مجموع برنده ۲ مدال طلا، ۲ مدال نقره، ۴ مدال برنز شده‌است.